# Anser serrirostris
Anser serrirostris  (лат.) — водоплавающая птица из семейства утиных, вид гусей, выделенный из вида Anser fabalis (гуменник). При этом некоторые союзы и общества орнитологов продолжают считать их одним видом.

## Описание
Длина 68—90 см. Размах крыльев 140—174 см. Вес 1,7—4 кг. Клюв чёрный с оранжевой полосой.

## Поведение
Птица является перелётной, однако не имеет особых мест зимовок, смешиваясь с другими серыми гусями.

## Подвиды
Выделяют 2 подвида Anser serrirostris.
- A. s. rossicus Buturlin, 1933. Обитают в тундре на севере России, к востоку от Таймыра.
- A. s. serrirostris Gould, 1852. Обитают в тундре Восточной Сибири.